# Championnat des Antilles néerlandaises de football 1977-1978
Navigation
Saison précédente Saison suivante
La saison 1977-1978 du Championnat des Antilles néerlandaises de football est la quinzième édition de la Kopa Antiano, le championnat des Antilles néerlandaises. Les deux meilleures équipes d'Aruba, de Bonaire et de Curaçao se rencontrent lors d'un tournoi inter-îles. Pour la première fois dans l'histoire de la compétition, Bonaire peut engager deux équipes, comme les deux autres îles.
La compétition se déroule en trois phases :
- Un premier tour oppose en matchs aller-retour un champion d'une île au vice-champion d'une autre île. Le vainqueur se qualifie pour les demi-finales, le vaincu participe au tour de repêchage.
- Le tour de repêchage voit les trois perdants du premier tour s'affronter au sein d'une poule unique. Le meilleur club se qualifie pour les demi-finales.
- La phase finale regroupe les quatre clubs toujours en lice, qui s'affrontent lors des demi-finales et de la finale, jouées en matchs aller et retour.

C'est le CRKSV Jong Holland, tenant du titre, qui est à nouveau sacré cette saison après avoir battu le SV Racing Club Aruba en finale. Il s’agit du troisième titre de champion des Antilles néerlandaises de l’histoire du club.
Le vainqueur de la Kopa Antiano se qualifie pour la Coupe des champions de la CONCACAF 1978.

## Compétition
Le barème utilisé pour établir le classement est le suivant :
- Victoire : 2 points
- Match nul : 1 point
- Défaite : 0 point

### Championnat d'Aruba
- Le SV Estrella est sacré champion d'Aruba, devant le SV Racing Club Aruba. Les deux clubs se qualifient pour la Kopa Antiano.

### Championnat de Bonaire
| Rang | Équipe       | Pts | J | G | N | P | Bp | Bc | Diff |
| ---- | ------------ | --- | - | - | - | - | -- | -- | ---- |
| 1    | Real Rincon  | 14  | 8 | 6 | 2 | 0 |    |    |      |
| 2    | SV JuventusT | 10  | 8 | 5 | 0 | 3 |    |    |      |
| 3    | SV Estrellas | 9   | 8 | 4 | 1 | 3 |    |    |      |
| 4    | SUNT         | 4   | 8 | 1 | 2 | 5 |    |    |      |
| 5    | SV Vespo     | 3   | 8 | 1 | 1 | 6 |    |    |      |

|  | Qualification pour la deuxième phase |
|  | T : Tenant du titre                  |

Deuxième phase :
| Rang | Équipe       | Pts | J | G | N | P | Bp | Bc | Diff |  | Résultats (▼ dom., ► ext.) | Rea | Juv | Est |
| ---- | ------------ | --- | - | - | - | - | -- | -- | ---- |  | -------------------------- | --- | --- | --- |
| 1    | Real Rincon  | 2   | 2 | 0 | 2 | 0 | 2  | 2  | 0    |  | Real Rincon                |     | 1-1 | 1-1 |
| 2    | SV JuventusT | 2   | 2 | 0 | 2 | 0 | 2  | 2  | 0    |  | SV JuventusT               |     |     | 1-1 |
| 3    | SV Estrellas | 2   | 2 | 0 | 2 | 0 | 2  | 2  | 0    |  | SV Estrellas               |     |     |     |

|  | T : Tenant du titre |

Deuxième phase rejouée :
| Rang | Équipe       | Pts | J | G | N | P | Bp | Bc | Diff |  | Résultats (▼ dom., ► ext.) | Rea | Juv | Est |
| ---- | ------------ | --- | - | - | - | - | -- | -- | ---- |  | -------------------------- | --- | --- | --- |
| 1    | Real Rincon  | 2   | 2 | 0 | 2 | 0 |    |    |      |  | Real Rincon                |     | nul | 2-2 |
| 2    | SV JuventusT | 2   | 2 | 0 | 2 | 0 |    |    |      |  | SV JuventusT               |     |     | 2-2 |
| 3    | SV Estrellas | 2   | 2 | 0 | 2 | 0 | 4  | 4  | 0    |  | SV Estrellas               |     |     |     |

|  | T : Tenant du titre |

Deuxième phase rejouée :
| Rang | Équipe       | Pts | J | G | N | P | Bp | Bc | Diff |  | Résultats (▼ dom., ► ext.) | Juv | Rea | Est |
| ---- | ------------ | --- | - | - | - | - | -- | -- | ---- |  | -------------------------- | --- | --- | --- |
| 1    | SV Juventus  | 4   | 2 | 2 | 0 | 0 | 3  | 0  | +3   |  | SV Juventus                |     | 2-0 | 1-0 |
| 2    | Real RinconT | 2   | 2 | 1 | 0 | 1 | 2  | 3  | -1   |  | Real RinconT               |     |     | 2-1 |
| 3    | SV Estrellas | 0   | 2 | 0 | 0 | 2 | 0  | 3  | -3   |  | SV Estrellas               |     |     |     |

|  | Champion de Bonaire 1976-1977 et qualification pour la Kopa Antiano |
|  | Qualification pour la Kopa Antiano                                  |
|  | T : Tenant du titre                                                 |

### Championnat de Curaçao

#### Phase régulière
| Rang | Équipe                     | Pts | J  | G  | N | P  | Bp | Bc | Diff |
| ---- | -------------------------- | --- | -- | -- | - | -- | -- | -- | ---- |
| 1    | CRKSV Jong Holland         | 27  | 21 | 11 | 5 | 5  | 38 | 17 | +21  |
| 2    | Sport Unie Brion-Trappers  | 27  | 21 | 12 | 3 | 6  | 37 | 22 | +15  |
| 3    | CRKSV Jong ColombiaT       | 25  | 21 | 10 | 5 | 6  | 26 | 15 | +11  |
| 4    | SV Victory BoysP           | 23  | 21 | 9  | 5 | 7  | 31 | 36 | -5   |
| 5    | RKVFC Sithoc               | 22  | 21 | 8  | 6 | 7  | 25 | 24 | +1   |
| 6    | RKSV Scherpenheuvel        | 18  | 21 | 6  | 6 | 9  | 30 | 44 | -14  |
| 7    | RKSV Centro Dominguito     | 17  | 21 | 6  | 5 | 10 | 31 | 39 | -8   |
| 8    | Union Deportivo Banda Abou | 9   | 21 | 2  | 5 | 14 | 18 | 39 | -21  |

|  | Qualification pour la phase finale                 |
|  | Relégation directe en B-Klasse                     |
|  | T : Tenant du titre P : Promu de deuxième division |

#### Phase finale
|  | Demi-finales                    | Demi-finales                    | Demi-finales                    | Demi-finales                    |                           |                           | Finale                 | Finale                 | Finale                 | Finale                 |
|  |                                 |                                 |                                 |                                 |                           |                           |                        |                        |                        |                        |
|  | 26, 31 août et 4 septembre 1976 | 26, 31 août et 4 septembre 1976 | 26, 31 août et 4 septembre 1976 | 26, 31 août et 4 septembre 1976 |                           |                           | 9 et 16 septembre 1976 | 9 et 16 septembre 1976 | 9 et 16 septembre 1976 | 9 et 16 septembre 1976 |
|  | Sport Unie Brion-Trappers       | Sport Unie Brion-Trappers       | 1                               | 0 [2]                           |                           |                           | 9 et 16 septembre 1976 | 9 et 16 septembre 1976 | 9 et 16 septembre 1976 | 9 et 16 septembre 1976 |
|  | Sport Unie Brion-Trappers       | Sport Unie Brion-Trappers       | 1                               | 0 [2]                           |                           |                           | 9 et 16 septembre 1976 | 9 et 16 septembre 1976 | 9 et 16 septembre 1976 | 9 et 16 septembre 1976 |
|  | CRKSV Jong Colombia             | CRKSV Jong Colombia             | 0                               | 1 [0]                           |                           |                           | 9 et 16 septembre 1976 | 9 et 16 septembre 1976 | 9 et 16 septembre 1976 | 9 et 16 septembre 1976 |
|  | CRKSV Jong Colombia             | CRKSV Jong Colombia             | 0                               | 1 [0]                           | Sport Unie Brion-Trappers | Sport Unie Brion-Trappers | 3                      | 0                      |                        |                        |
|  | 24 et 28 août 1976              |                                 |                                 |                                 | Sport Unie Brion-Trappers | Sport Unie Brion-Trappers | 3                      | 0                      |                        |                        |
|  |                                 |                                 | CRKSV Jong Holland              | CRKSV Jong Holland              | 2                         | 0                         |                        |                        |                        |                        |
|  | CRKSV Jong Holland              | CRKSV Jong Holland              | CRKSV Jong Holland              | CRKSV Jong Holland              | 2                         | 0                         | 0                      | 1                      |                        |                        |
|  | CRKSV Jong Holland              | CRKSV Jong Holland              |                                 |                                 |                           |                           |                        | 1                      |                        |                        |
|  | SV Victory Boys                 | SV Victory Boys                 | 0                               | 0                               |                           |                           |                        |                        |                        |                        |
|  | SV Victory Boys                 | SV Victory Boys                 | 0                               | 0                               |                           |                           |                        |                        |                        |                        |

- Le CRKSV Jong Holland et Sport Unie Brion-Trappers se qualifient pour la Kopa Antiano.

### Kopa Antiano

#### Premier tour
| Équipe 1                  | Résultat | Équipe 2             | Aller | Retour |
| ------------------------- | -------- | -------------------- | ----- | ------ |
| Sport Unie Brion-Trappers | 2 - 3    | SV Racing Club Aruba | 2 - 1 | 0 - 1  |
| SV Juventus               | 1 - 8    | CRKSV Jong HollandT  | 1 - 5 | 0 - 3  |
| SV Estrella               | 1 - 2    | Real Rincon          | 0 - 1 | 1 - 1  |

- Le SV Estrella dépose une réclamation à la suite de la participation d'un joueur du Real Rincon non qualifié. Le club arubais obtient réparation et se qualifie pour la phase finale.
- Le SV Racing Club Aruba se qualifie grâce à la règle des buts marqués à l'extérieur, appliquée cette saison en cas d'égalité de points (deux matchs nuls ou une victoire chacun), sans tenir compte de l'écart.

#### Poule de repêchage
Les trois clubs ayant perdu au premier tour s'affrontent à nouveau une fois.
| Rang | Équipe                    | Pts | J | G | N | P | Bp | Bc | Diff |  | Résultats (▼ dom., ► ext.) | SUBT | Rea | Juv |
| ---- | ------------------------- | --- | - | - | - | - | -- | -- | ---- |  | -------------------------- | ---- | --- | --- |
| 1    | Sport Unie Brion-Trappers | 4   | 2 | 2 | 0 | 0 | 6  | 1  | +5   |  | Sport Unie Brion-Trappers  |      | 3-1 |     |
| 2    | Real Rincon               | 2   | 2 | 1 | 0 | 1 | 3  | 3  | 0    |  | Real Rincon                |      |     | 2-0 |
| 3    | SV Juventus               | 0   | 2 | 0 | 0 | 2 | 0  | 5  | -5   |  | SV Juventus                | 0-3  |     |     |

|  | Qualification pour la phase finale |

#### Phase finale
|  | Demi-finales              | Demi-finales              | Demi-finales          | Demi-finales          |                     |                     | Finale                | Finale                | Finale                | Finale                |
|  |                           |                           |                       |                       |                     |                     |                       |                       |                       |                       |
|  | 1er et 8 février 1978     | 1er et 8 février 1978     | 1er et 8 février 1978 | 1er et 8 février 1978 |                     |                     | 18 et 25 février 1978 | 18 et 25 février 1978 | 18 et 25 février 1978 | 18 et 25 février 1978 |
|  | CRKSV Jong HollandT       | CRKSV Jong HollandT       | 3                     | 2                     |                     |                     | 18 et 25 février 1978 | 18 et 25 février 1978 | 18 et 25 février 1978 | 18 et 25 février 1978 |
|  | CRKSV Jong HollandT       | CRKSV Jong HollandT       | 3                     | 2                     |                     |                     | 18 et 25 février 1978 | 18 et 25 février 1978 | 18 et 25 février 1978 | 18 et 25 février 1978 |
|  | Sport Unie Brion-Trappers | Sport Unie Brion-Trappers | 0                     | 2                     |                     |                     | 18 et 25 février 1978 | 18 et 25 février 1978 | 18 et 25 février 1978 | 18 et 25 février 1978 |
|  | Sport Unie Brion-Trappers | Sport Unie Brion-Trappers | 0                     | 2                     | CRKSV Jong HollandT | CRKSV Jong HollandT | 1                     | 2                     |                       |                       |
|  | 11 et 15 février 1978     |                           |                       |                       | CRKSV Jong HollandT | CRKSV Jong HollandT | 1                     | 2                     |                       |                       |
|  |                           |                           | SV Racing Club Aruba  | SV Racing Club Aruba  | 0                   | 2                   |                       |                       |                       |                       |
|  | SV Racing Club Aruba      | SV Racing Club Aruba      | SV Racing Club Aruba  | SV Racing Club Aruba  | 0                   | 2                   | 1                     | 2e                    |                       |                       |
|  | SV Racing Club Aruba      | SV Racing Club Aruba      |                       |                       |                     |                     |                       | 2e                    |                       |                       |
|  | SV Estrella               | SV Estrella               | 0                     | 3                     |                     |                     |                       |                       |                       |                       |
|  | SV Estrella               | SV Estrella               | 0                     | 3                     |                     |                     |                       |                       |                       |                       |

## Bilan de la saison
| Championnat des Antilles néerlandaises de football 1977-1978 |                               |
| Champion                                                     | CRKSV Jong Holland (3e titre) |
| Qualifications continentales                                 |                               |
| Coupe des champions de la CONCACAF 1978                      | CRKSV Jong Holland            |
| Promotions et relégations                                    |                               |
| Promus en Kopa Antiano                                       | Aucun                         |
| Relégués                                                     | Aucun                         |